# Justin Rigal
Pour les articles homonymes, voir Rigal.
Justin Rigal, né le 14 mai 1861 à Montsalvy (Cantal) et mort le 17 mai 1937 dans la même commune,  est un homme politique français. Il est notamment député radical du Cantal.

## Biographie
Avocat à Aurillac en 1885, il milite dans les rangs radicaux et fonde le premier comité radical socialiste du département. Il est conseiller municipal d'Aurillac de 1887 à 1892 et député du Cantal de 1903 à 1910 et de 1914 à 1919, inscrit au groupe radical-socialiste. Il est conseiller général de 1904 à 1928 et maire de Montsalvy de 1922 à 1925.
Il est l'un des douze secrétaires du comité exécutif du Parti républicain, radical et radical-socialiste en 1904.

## Sources
- « Justin Rigal », dans le Dictionnaire des parlementaires français (1889-1940), sous la direction de Jean Jolly, PUF, 1960 [détail de l’édition]